# IC 178
IC 178 је спирална галаксија у сазвјежђу Андромеда која се налази на листи објеката дубоког неба у Индекс каталогу.
Деклинација објекта је + 36° 40' 30" а ректасцензија 1h 58m 54,9s. Привидна величина (магнитуда) објекта IC 178 износи 13,3 а фотографска магнитуда 14,1. IC 178 је још познат и под ознакама UGC 1456, MCG 6-5-70, CGCG 522-94, IRAS 01559+3625, PGC 7488.